# Milichus dudleyae
Milichus dudleyae là một loài bọ cánh cứng trong họ Bọ hung (Scarabaeidae).